# Driestar College
Het Driestar College is een christelijke school voor voortgezet onderwijs op reformatorische grondslag. De hoofdvestiging staat in Gouda. De school heeft nevenvestigingen in Leiden en Lekkerkerk en verzorgt opleidingen voor praktijkonderwijs, vmbo, havo en vwo.

## Geschiedenis
De oorsprong van de school was een muloschool (school voor meer uitgebreid lager onderwijs) in Krabbendijke in Zeeland. De school werd in 1944 uitgebreid met een zogenaamde kwekelingengroep, die uitgroeide tot een kweekschool en vervolgens ontkoppeld werd van de mulo. De kweekschool kreeg de naam Driestar als een verwijzing naar de samenhang tussen het gezin, de overheid en de kerk. Na de watersnoodramp besloot de school, vanwege het dalend aantal leerlingen, weg te trekken uit Zeeland en vestigde zich in 1954 in Gouda. Veel leerlingen waren afkomstig uit alle delen van het land en werden in internaatsverband gehuisvest. De verhuizing in die periode naar Gouda was niet zonder risico, omdat er toentertijd een sterke verdeeldheid bestond binnen de plaatselijke Gereformeerde Gemeente.
Gaandeweg werd de school uitgebreid met vormen van voortgezet onderwijs. In 1982 vond er een splitsing plaats. Er ontstonden twee zelfstandige scholen onder één bestuur: een school voor voortgezet onderwijs en een pedagogische academie. Deze laatste opleiding ontwikkelde zich tot Driestar Educatief, een hogere beroepsopleiding op reformatorische grondslag. Het Driestar College is de voortzetting van de scholengemeenschap voor voortgezet onderwijs. Sinds de jaren negentig van de 20e eeuw zijn beide onderdelen geheel verzelfstandigd.
De school betrekt haar leerlingen uit de breedte van de gereformeerde gezindte, voornamelijk uit de kring van de Hervormde gemeenten binnen de PKN (gelieerd aan de Gereformeerde bond), de Hersteld Hervormde Kerk en de Gereformeerde Gemeenten. Een kleiner deel van de leerlingen komt uit de Gereformeerde Gemeenten in Nederland, de Christelijke Gereformeerde Kerken, de Oud-Gereformeerde Gemeenten, de Gereformeerde Kerken vrijgemaakt en confessionele gemeenten binnen de PKN. Daarnaast behoort een klein deel van de leerlingen tot niet-reformatorische kerkverbanden, zoals evangelische gemeenten.
In januari 2020 maakte het college van bestuur het voornemen bekend te fuseren met het Wartburg College, met vestigingen in de regio Rotterdam. Daarbij zullen de vestigingen van het Driestar College in Lekkerkerk en het Wartburg College in Rotterdam-Zevenkamp opgaan in een nieuw vestiging in Krimpen aan den IJssel. Reden voor de voorgenomen fusie zijn een te verwachten terugloop in het leerlingenaantal.

## Bekende (oud-)leerlingen
- Hein Otterspeer
- Derk Boswijk
- Robbert Rodenburg
- Jolanda Molenaar
- Jaco van der Knijff
- Angela de Jong[5]